# (751) Faïna
(751) Faïna ist ein Asteroid des Hauptgürtels, der am 28. April 1913 vom russischen Astronomen Grigori Nikolajewitsch Neuimin in Simejis entdeckt wurde.
Benannt wurde der Asteroid nach der ersten Ehefrau des Entdeckers.